# Fläscher Bad
Das Fläscher Bad ist ein ehemaliges Heilbad in der heutigen Gemeinde Fläsch, Kanton Graubünden, Schweiz.

## Lage

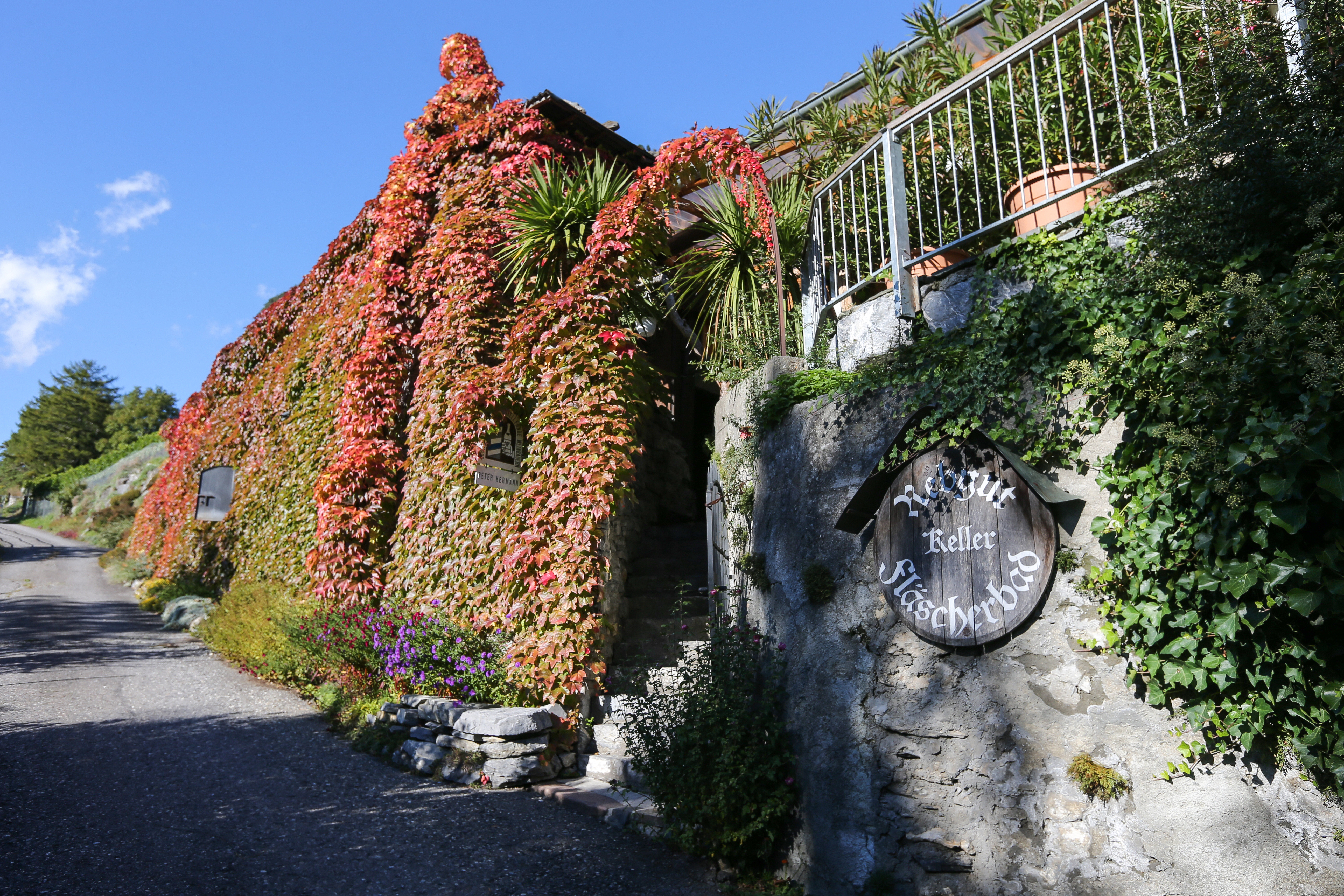
Eingang zum Grotto Fläscher Bad

Das Bad Fläsch liegt im Rheintal, zwei Kilometer westlich von Fläsch. Südlich steigt das Gelände zum Regitzer Spitz (1140 m ü. NN) steil an.

## Geschichte
Die Geschichte reicht zurück in das 15. Jahrhundert. Im Lehensvertrag mit dem damaligen Badwirt Goryius Wydenmann aus dem Jahr 1541 waren die Rechte und Pflichten des Badwirts genau geregelt. So durften die Fläscher Gemeindemitglieder das Bad zum halben Preis benutzen. Zu gewissen Zeiten konnten sie im Bad ihre Mahlzeiten selber zubereiten. Weitere Regelungen betrafen den Ausschank des Weins: Der Badwirt musste einheimischen Wein kaufen, wenn dieser nicht überteuert war. Zudem durfte er ihn nicht teurer verkaufen als die Maienfelder Wirte. Die Nutzung des Holzes aus den umliegenden Wäldern war ebenfalls genau geregelt, denn Holz brauchte der Badwirt reichlich, um das kalte Quellwasser für die Bäder zu erwärmen. Diese Regelungen gleichen denjenigen umliegender Badbetriebe wie Pfäfers oder Fideris. Deren Bäder waren aber schon im 16. Jahrhundert grösser und bedeutender als das Fläscher Bad und beherbergten Gäste aus einem weiteren Umkreis.
Irgendwann vor 1675 war das Bad Fläsch in Besitz der Familie von Salis aus Maienfeld gekommen. Als Werbemassnahmen für ihren Betrieb liessen die neuen Besitzer in Zürich und Bregenz Badschriften drucken, worin die Vorzüge der wieder errichteten Kuranstalt geschildert wurden. Die Schilderung von Ursprung und Zusammensetzung des heilenden Wassers durfte darin ebenso wenig fehlen wie die Aufzählung von Gebrechen, die mit Fläscher Wasser auskuriert werden konnten. Das stärkste Argument für die Wirksamkeit der Quelle waren allerdings die Erfolgsmeldungen von Personen unterschiedlichen Alters und Herkunft, die nach einem Besuch des Fläscher Bads ihre Gesundheit wiedererlangt hatten. Nierensteine, Gicht, Gliederlähme und Leistenbruch werden da erwähnt, aber auch Unfruchtbarkeit, ausbleibende Monatsblum und offene Wunden wurden wieder geheilt.
Die Badbesitzer verfügten über gute Beziehungen zu Johann Jacob Scheuchzer, der in Altdorf bei Nürnberg ein Medizinstudium absolviert hatte. Dieser besuchte das Fläscher Bad und nahm es in seine berühmte Beschreibung der Flüsse, Seen und warmen und kalten Bäder in Graubünden auf. Auch Hortensia von Salis, Schwägerin des Badbesitzers Karl Gubert von Salis, berichtete in ihrem autobiografischen Roman aus dem Jahr 1696 darüber, wie man sich mit adeligen Verwandten und Freunden im Fläscher Bad zu erbaulichen Diskussionsrunden traf. Während ihre Schwägerin und ihre Kinder eine Hautkrankheit ausbadeten, vertrieb sich die adelige Entourage die Zeit mit Lektüre, Jagen oder geselligen Picknicks im Freien.
Nach dem Tod des Badherrn Karl Gubert von Salis verkauften dessen Erben das Bad an den Geschworenen Jacob Marugg aus Fläsch. Hinter dem Kauf stand die Gemeinde Fläsch. Der nächste Verkaufsvertrag im Jahr 1749 enthielt die Bedingung, das Haus so abzureissen, dass es nicht mehr benutzbar war und das Quellwasser bis zum öffentlichen Weg zu leiten. Fritz Lendi malte in seiner Erzählung «Der Jauchzer der Ursula», die 1936 im Bündner Kalender publiziert wurde, ein düsteres Bild der Zustände im Fläscher Bad: Ein böser, geldgieriger Badwirt regierte, ehrlose Gäste tranken Wein in rauen Mengen. Zigeunermusik und wilde Tänze gefährdeten die moralische Integrität der Töchter des Dorfs, die im Badbetrieb angestellt waren. Das wilde Treiben gipfelte in einem Mord auf der Badstrasse. Nach einer gewaltigen Brandrede des Fläscher Pfarrers beschlossen die Gemeindemitglieder, das Bad zu schliessen und Ruhe und Ordnung wiederherzustellen. Historische Quellen erwähnen diese Zustände nicht. Fast 200 Jahre lang blieb das Fläscher Bad leer und ungenutzt stehen und zerfiel allmählich.

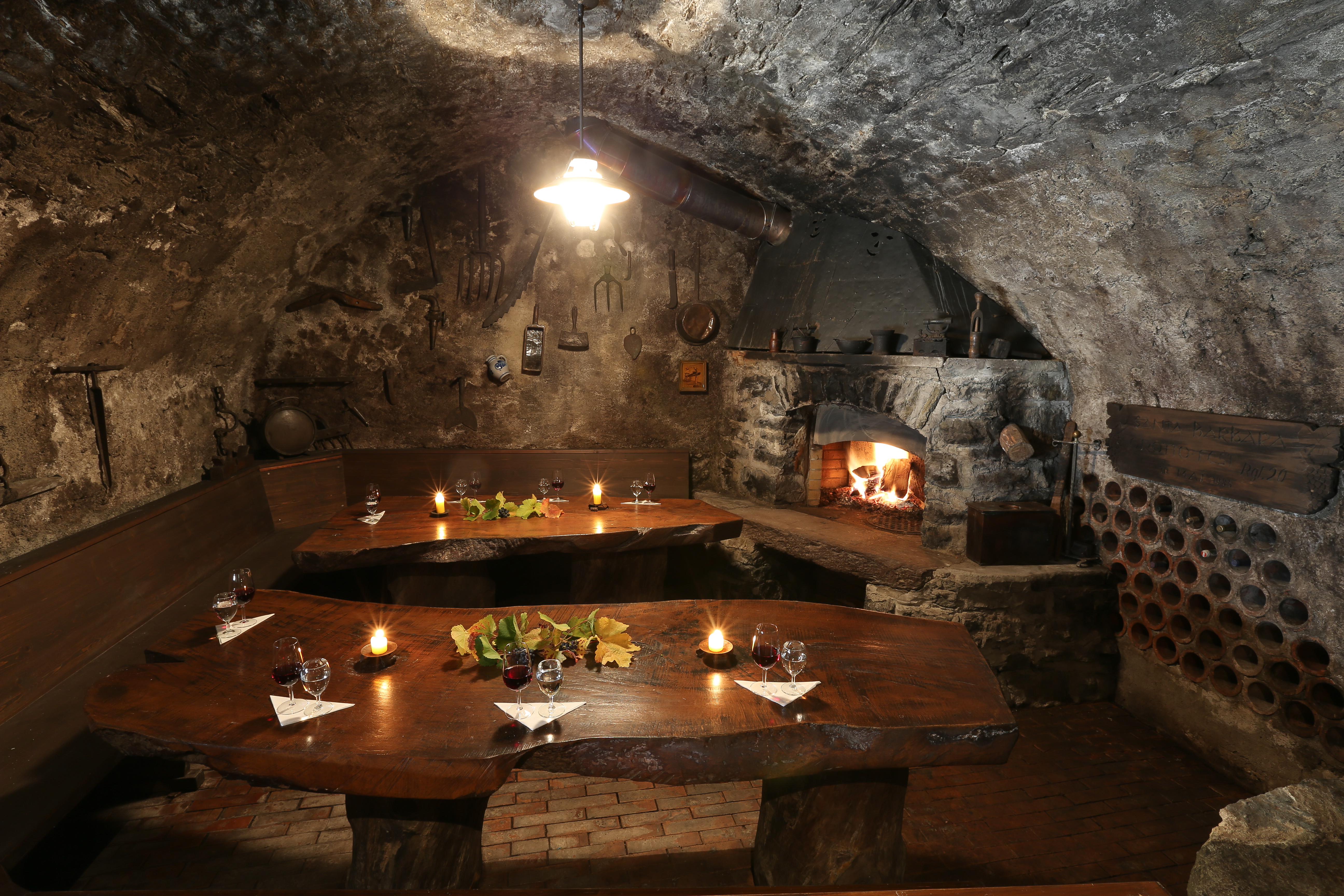
Historischer Gewölbekeller im Grotto

Die neuere Geschichte des Fläscher Bads setzt kurz vor dem Zweiten Weltkrieg ein. Das Rebgelände des ehemaligen Weingutes Fläscher Bad wurde in kleinen Parzellen von verschiedenen Parteien bewirtschaftet. Zwei Parzellen heissen heute noch die "hintere" und die "vordere Badstube". Im Winter 1937 entdeckten die Besitzer der Parzellen das Kellergewölbe der ehemaligen hinteren Badstube. Mithilfe der ganzen Familie wurden die Kellerräume freigeräumt. Diese dienten während des Zweiten Weltkriegs als Arsenal für die Schweizer Armee. 
Als Hanspeter Hermann während der Melioration der Gemeinde Fläsch 1974 den Rebberg terrassierte, begann er gleichzeitig mit den Ausgrabungen der alten Gemäuer. Die Ausgrabungen und der Wiederaufbau des ehemaligen Fläscher Bads brachten den Besitzer doppelt in Schwierigkeiten. Nach der Melioration lagen die Gebäude in der landwirtschaftlich genutzten Zone. Gleichzeitig richtete der Besitzer einen Grottobetrieb in dem Gewölbekeller ein. Die Bauarbeiten waren ohne Baubewilligung ausgeführt worden, was zu Auseinandersetzungen mit der Gemeinde Fläsch und dem Kanton Graubünden führte. Auch der kleine, unregelmässige, jedoch illegale Grottobetrieb musste 1983 eingestellt werden, da dem Betreiber neben der Baubewilligung das Wirtepatent fehlte und der Betrieb aus Gewässerschutzgründen nicht bewilligt wurde.

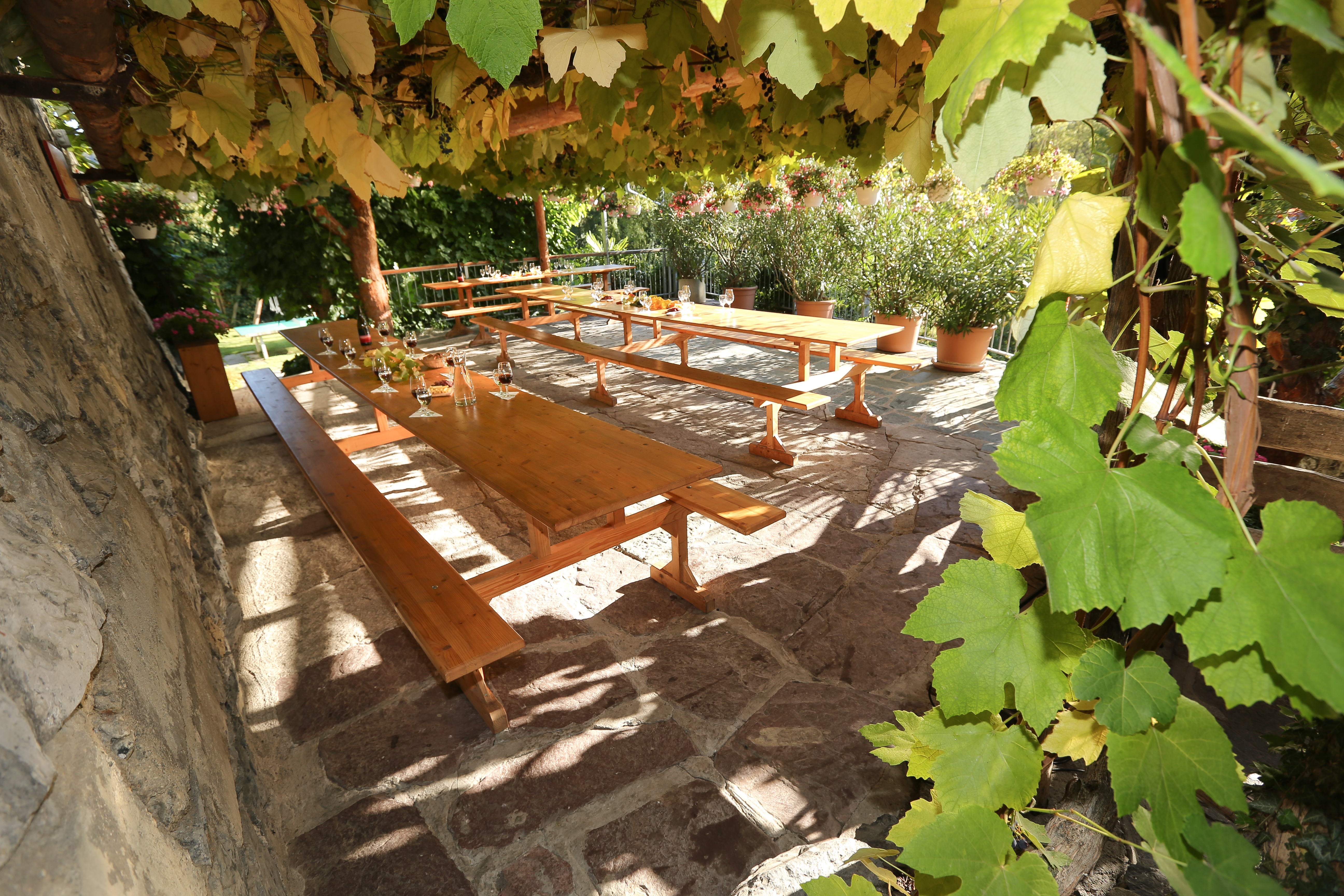
Pergola mit Weinrebe

1985 wurde die Genossenschaft Fläscher Bad gegründet. Deren Zweck war in erster Linie, sich für die Erhaltung und den Betrieb des Torkels Fläscher Bad einzusetzen. Erstes Ziel war die nachträgliche Bewilligung der ehemals illegal erstellten Gebäude. Der Antrag, der von der Gemeinde unterstützt wurde, wurde 1988 vom Verwaltungsgericht Graubünden zunächst abgelehnt. Nach weiteren rechtlichen Auseinandersetzungen bewilligte der Kreisrat Maienfeld 1990, dass im Torkel Fläscher Bad wieder Weindegustationen stattfinden dürfen. 1996 wurde mit dem Einbau einer biologischen Pflanzenkläranlage das Abwasserproblem gelöst und entsprechend den hygienischen Vorschriften eine Küche und sanitäre Anlagen eingebaut. Seit 1999 ist im Kanton Graubünden das liberalisierte Gastwirtschaftsgesetz in Kraft. Seit diesem Zeitpunkt kann die Geselligkeit im Fläscher Bad nun völlig legal gepflegt werden. Das Grotto Fläscher Bad gehört heute einem in Fläsch ansässigen Weingut. Das Grotto ist für Gruppen auf Voranmeldung geöffnet. An schönen, sonnigen Wochenenden steht es auch Passanten offen.